# Diersch & Schröder
Die Diersch & Schröder GmbH & Co. KG mit Sitz in Bremen ist das Mutterunternehmen des Diersch & Schröder Konzerns, einer Unternehmensgruppe im Energie- und Chemiesektor. 2023 hatte das Unternehmen einen Umsatz von rund 6,35 Mrd. Euro.
Das Gründungsjahr von Diersch & Schröder ist 1920. Das Unternehmen hat sich von einem Mineralölhändler zu einem weltweit tätigen Energie- und Chemieunternehmen mit rund 1000 Mitarbeitern und über 20 Tochterunternehmen entwickelt.